# 廖洋
廖洋（2001年6月12日—），中華民國台中市出生的賽車手，由父親廖志賢和前輩郭國信指導。

## 生平

### 年少時期
廖洋從小就在父親的薰陶之下，因此10歲的時候，就接觸賽車運動入門的卡丁車，父親在他國小畢業之後，為他申請在家自學，因此他的教育場域從校園變成父親的工廠，學習公司治理、車手訓練還有英文教育，最終以這樣的學習途徑，仍舊取得高中同等學歷的證書

### 賽車運動
廖洋在15歲開始投入賽車運動，從一開始使用Rotax DD2、TKOC卡丁車系列賽事等等，接著2018年參與雷諾方程式賽車比賽，Mini Challenge盃則拿下亞軍，2019年在中國超級跑車錦標賽當中，拿下GT3分組冠軍。同年也還有參加保時捷亞洲巡迴賽。